# 반불 감정
반불감정(Francophobia 또는 Anti-French sentiment)은 프랑스, 프랑스인, 프랑스 문화, 프랑스계(係) 세력, 역사 및 프랑스어 등 프랑스와 연계된 것에 대한 적대감정을 말한다. 특히 캐나다 내에서 프랑스어, 프랑스 문화 자체를 악(惡)으로 보거나 오랫동안 뿌리박힌 낡은 프랑스의 틀을 깨뜨리거나 이를 배제 또는 거부하려는 움직임을 말한다. 프랑스어로는 "francophobie", 또는 "gallophobie"라고도 한다. 반불감정은 제2차 세계 대전 이후 본격화되었고, 특히 미국과 캐나다, 영국에서 현저하나, 역사상 크고 작은 반불감정은 늘 존재해 왔다.

## 역사
긴 세월동안 다양한 국제관계의 변화에서 프랑스와 그 주민에 대한 적대감은 변화해 왔다. 17세기에서 19세기동안 반불감정은 주로 유럽대륙에서 경쟁관계에 있던 영국과의 사이에서 일어났으며, 현재는 외교적 마찰이 빈번한 미국에서 현저하다. 프랑스의 옛 식민지 국가들로부터는 반식민지주의적 관점에서 반불감정이 존재한다.

## 국가별 반불감정

### 유럽

#### 독일
독일의 반불감정은 나폴레옹의 독일영토 점령에서 그 연원을 찾을 수 있다. 사실 독일의 민족주의는 나폴레옹의 독일침공에 대한 반작용에서 발원되었으며, 나폴레옹이 라인강을 불-독 국경으로 하려 한다는 두려움이 일어났다. 독일의 시인 아우구스트 하인리히 호프만 폰 팔레르슐레벤은 그의 시와 편지에서 프랑스가 신성로마제국을 해체시킨 죄를 들어 프랑스에 대한 증오를 표현하였다.
이러한 반불감정은 후에 보불전쟁으로 이어졌고, 1차 세계대전 이후 베르사이유 조약에 의한 프랑스의 루르지방 점령은 독일에서 전국적인 반불감정을 일으켰다. 히틀러는 마인캄프에서 프랑스를 유럽에서 제거해야할 주적으로 묘사하고 있다.

#### 영국
17세기 이후 해양진출과 상업과 교역의 주도권을 놓고 프랑스와 다툰 영국은 가장 오래되고 극단적인 반불감정을 가진 나라중 하나이다. 이 반불 감정의 근원은 1066년 노르만족의 영국 침공에서 비롯되었다. 백년 전쟁은 사실상 영국과 프랑스 두 나라의 국민국가및 민족주의의 시작이었다.
이후, 7년 전쟁(1688-1697), 스페인 왕위계승전쟁(1701-1713)을 거쳐 나폴레옹 전쟁에 이르기까지 프랑스는 유럽 대륙의 주도권을 놓고 항상 영국과 반대편에 서 왔다. 종교적 측면에서 개신교가 주류인 영국과 가톨릭이 주류인 프랑스 사이에는 종교적인 대립도 존재한다.

#### 벨기에
벨기에 남부의 프랑스어권 왈로니아는 네덜란드어권인 북부 플랑드르와 심각한 정치, 사회, 언어적 대립을 겪고 있다.

### 이탈리아
나폴레옹 시대, 이탈리아에서는 프랑스 군대가 많은 군소국가로 나뉘어 난립하던 이탈리아의 영토를 확보하고 통일국가를 수립할 수 있다는 희망이 생겼다. 그러나 이러한 희망은 프랑스에 의한 점령 및 지배로 물거품이 되었다.
이탈리아는 근대 이후 프랑스에 대한 국력의 열세에 대해 오늘날 프랑스에 해당하는 갈리아를 정복하고 문화를 전수해 준 로마 제국의 후예라는 자부심을 내세운다. 문화적, 언어적으로 이탈리아에 가까운 코르시카 섬은 오랫동안의 반불감정과 분리독립의 역사가 존재하고 있다.

#### 스위스
스위스에서는 프랑스인들이 스위스내 일자리를 빼앗아간다는 배타감정이 존재한다. 이는 프랑스에 비해 급여수준이 높은 스위스를 찾는 프랑스인 노동자들이 많기 때문이다. 스위스 독일어권에서도 독일인에 대해 비슷한 배타감정이 존재한다.

### 북아메리카

#### 캐나다
캐나다의 프랑스어권 지역인 퀘벡을 중심으로, 영국계 주민과 프랑스계 주민이 대립하고 있다.

#### 미국
미국내의 반불 감정은 지식인과 엘리트층을 중심으로 확산되어 있다. 미국의 이라크 전쟁에 공공연히 반대의견을 표시한 프랑스, 독일 및 러시아의 반전동맹의 주도적 역할을 했던 프랑스에 대해 2003년부터 거센 반불열풍이 불기 시작했다. 많은 미국인들이 프랑스를 겁쟁이 국가, 2차 세계대전때 미국이 아니었더라면 나치 독일에게 헤어나지 못했을 은혜를 모르는 국가로 매도했으며, 음식명인 French Fry를 Freedom Fry로 바꿔부르는 운동이 일었다.
프랑스 국민 사이에서도 반미감정이 일었으며, 미국은 미국 독립 전쟁에서 프랑스의 은혜를 잊은 국가, 천박한 문화를 가진 국가이며, 영어 어휘의 대부분은 프랑스어에서 비롯되었다는 등의 감정대립이 일었다.

### 아프리카

#### 알제리
북아프리카의 다른 프랑스령 식민지와 달리 프랑스계 주민이 다수 거주하고 있던 알제리는 프랑스가 끝내 내놓지 않으려는 핵심 식민지였으며, 따라서 알제리 독립 전쟁이라는 거대한 유혈사태를 경험하고 프랑스 정가가 격론에 격론을 거듭하는 진통끝에 독립을 쟁취하게 된다. 따라서 알제리의 반불감정은 매우 강력하여, 알제리 역사책은 근대사에서 프랑스의 식민통치와 알제리의 독립투쟁에 상당한 분량을 할애한다.
또한, 프랑스 국내 이주노동자의 다수를 차지하는 상당수 북아프리카 아랍인들이 알제리 출신이며, 이들은 프랑스 사회에서 가장 차별받는 그룹에 속한다.

#### 코트디부아르
프랑스의 식민지였으며, 현재도 프랑스의 영향권하에 있는 코트디부아르에서는 프랑스계 백인 식민주의자들에 대한 반식민주의적 반감으로 반불감정이 존재한다. 2005년 11월, 프랑스군 기지가 있는 부아케 지역이 공격을 당해, 프랑스군 9명을 포함하여 미국인이 사망하였는데, 이에 대한 보복으로 프랑스 육군은 코트디부아르군의 공군기지에 있는 항공기를 파괴했다.
프랑스군이 주둔해 있던 수도 아비장에서는 군중들이 군인들이 묵고 있던 호텔앞에 모여 이에 위협을 느낀 프랑스군인들이 발포, 63명이 숨졌다. 사태가 악화되자, 긴급작전이 수립되어 프랑스 본토의 군대가 헬리콥터등 장비를 동원하여 옥상에서 호텔안에 있던 군인들을 피난시켰다.

### 오세아니아

#### 오스트레일리아, 뉴질랜드 및 태평양 지역
제국주의 시대에 프랑스는 태평양에 여러 작은 식민지를 두었다. 현재도 프랑스의 해외영토인 프랑스령 폴리네시아와와 뉴칼레도니아에서는 독립 움직임이 있다. 1960년대 이후 프랑스는 이들 태평양 영토에서 핵실험을 하여 이들 식민지 주민과 더불어 오스트레일리아와 뉴질랜드의 거센 항의를 받았다. 프랑스군은 프랑스의 핵실험을 저지하려는 반핵운동가들을 거칠게 다루었기 때문에 반불감정이 거세게 일었다.

### 아시아

#### 이스라엘
이스라엘은 프랑스의 중동정책에 반발하여 오랫동안 프랑스를 친 팔레스타인, 친 아랍국가로 규정하고 배척해 왔다. 이는 친 이스라엘정책을 펴는 미국에 대해 자주 외교를 표방하는 프랑스와의 대립과 맥을 같이 하는 것이다. 그러나 친미파인 니콜라 사르코지의 등장으로, 이스라엘의 반불감정은 누그러드는 모습이다. 프랑스 유대인 90%가 친미,친이스라엘 성향의 사르코지에게 투표했다고 한다.

#### 베트남
베트남은 근대에 들어 프랑스의 식민 통치를 받았으며, 2차 세계대전 이후에도 인도차이나 전쟁을 통해 프랑스를 격퇴했다. 일반적으로 베트남인들은 프랑스에 대한 직접적인 반불 감정을 잘 드러내지 않으나,프랑스 식민주의자들을 가리키는 thực dân(특 쩐)같은 용어나, 친불부역자들에 대한 반감은 강하다.
이외에 프랑스 내 아시아인 중 가장 많은 수를 차지하는 민족이 베트남계이기 때문에 이들이 겪는 인종차별도 지적되고 있다.

#### 일본
불일관계는 전반적으로 우호적인 편이나, 권력자의 성향에 따라 일시적인 긴장은 있었다. 재임 중 일본 방문 40회 이상일 정도로 일본 사랑이 각별한 시라크 전 대통령과 달리, 니콜라 사르코지 현 대통령은 친중노선을 확인하면서 일본을 폄훼하는 발언을 하여 자극한 바가 있다.
프랑스의 초대 여성 총리였던 에디트 크레송은 통상문제로 마찰을 빚는 일본에 대해 "일본인은 토끼장같은 좁은 집에 살면서 2시간씩 걸리는 먼거리를 통근하면서 일만 하는 누런 일개미", "죽여도 계속 나오는 일개미", "노란 난쟁이"등의 자극적인 발언을 쏟아내 일본정부로부터 사죄를 요구하는 항의를 받았으며, 우익단체가 프랑스 대사관에 진을 치는 등의 사태를 빚은 바 있다.

#### 중화인민공화국
2008 하계 올림픽을 앞두고 프랑스의 대통령인 니콜라 사르코지는 2008년 티베트 소요 사태와 중국의 인권 탄압 문제를 거론하며 베이징 올림픽에 대한 보이콧 운동을 이끌었다. 이로 인해 중국 내 반불 감정이 확대되기도 하였다.

#### 대한민국
프랑스는 병인양요를 통해 조선이 무력충돌을 경험한 최초의 서구국가이다. 이때 프랑스군에 의해 약탈된 외규장각 도서의 반환문제가 양국 우호의 걸림돌이 되고 있다.
대한민국이 외규장각 도서가 소장된 도서관 직원의 인도 거부로 인해 발이 묶였다. 또한 한국의 대기업 대우가 프랑스의 기업인 톰슨을 인수하려 했을 때, 프랑스 국민들의 저항에 부딪혀 실패로 끝난 바 있다. 한편, 프랑스 국민배우인 브리지트 바르도는 개고기 반대운동등을 통하여 한국상품불매운동등 대한민국을 비난하여, 문화의 다원성에 대한 몰개념을 보여주었다는 비판을 받고 있다.

#### 조선민주주의인민공화국
현재 북한하고 프랑스는 수교한 적이 없으며, 한국전쟁의 파병으로 인해 반불성향이 강하다.

## 프랑스인을 가리키는 속어
- Frog(미국인, 영국계 캐나다인, 영국인이 사용): 개구리 뒷다리를 재료로 이용하는 프랑스 요리에 빗대 프랑스인에 대한 속어로 사용되고 있다. 주로 프랑스인과 퀘벡인을 가리킨다.

## 같이 보기
- 인종 차별
- 프랑스의 대외 관계
- 프리덤 프라이
- 반독 감정
- 제노포비아